# Kinas heliga berg

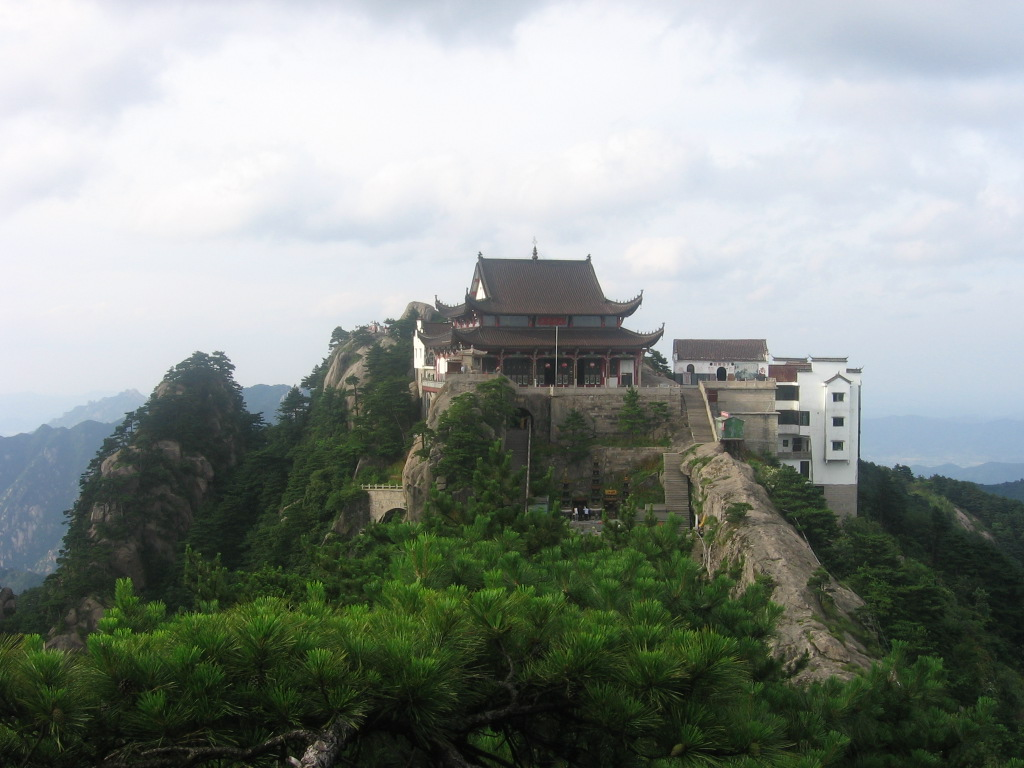
Daxiong Baodian ett tempel på det heliga berget Jiuhuashan i kinesiska provinsen Anhui

Kinas heliga berg omfattar tre grupper, där en är allmänt nationell och två som hör ihop med daoismen respektive buddhismen. Den nationella gruppen är känd som Fem mäktiga berg (五岳; Wǔyuè), medan gruppen som hör ihop med buddhismen betecknas som De fyra berömda bergen (四大佛教名山; Sìdà Fójiào Míngshān).
Alla dessa heliga berg har varit viktiga mål för pilgrimsfärder, vilket märks i det kinesiska uttrycket för pilgrimsfärd (朝圣; cháoshèng) som är en kortform för ett uttryck som ordagrant lyder att visa respekt för ett heligt berg (朝拜圣山; cháobàishèngshān).

## De  fem mäktiga bergen
- Taishan, Shandong, berget i öster, världsarv
- Hua Shan, Shaanxi, berget i väster
- Heng Shan, Hunan, berget i söder
- Heng Shan, Shanxi, berget i norr
- Songshan, Henan, berget i mitten

## Buddhismens fyra heliga berg
- Wutaishan, Shanxi, världsarv
- Emeishan Sichuan
- Jiuhuashan, Anhui
- Putuo Shan, Zhejiang

## Daoismens fyra heliga berg
- Wudangshan, Hubei, världsarv
- Longhuberget, Jiangxi
- Qiyun Shan, Anhui
- Qingchengshan, Sichuan, världsarv